# Lista nagłówków HTTP
Lista nagłówków HTTP – zbiór parametrów wykorzystywanych w komunikacji między klientem a serwerem HTTP.

## Standardowe

### Accept
```
Accept:
 
application/xhtml+xml
, 
application/xml
;q=0.9
, 
text/xml
;q=0.7
, 
text/html
;q=0.5
, 
text/plain
;q=0.3
```

Służy do określenia listy akceptowalnych przez przeglądarkę typów MIME dokumentu oraz opcjonalnie hierarchii każdego typu. Liczby podane po ;q= powinny mieć wartości od 0 do 1, co 0.1. Jako separator miejsc dziesiętnych użyta musi być kropka. W przypadku braku zdefiniowanej wartości ;q= przyjmowana jest wartość: ;q=1 (równoznaczna z ;q=1.0).
Powyższy przykład ustala najwyższy priorytet typowi application/xhtml+xml. Jeżeli serwer nie posiada dokumentu w formacie application/xhtml+xml, to prześle plik w formacie application/xml – ogólnym dla podjęzyków XML, takich jak XHTML, SVG. Jeżeli na serwerze nie ma również dokumentu w tym formacie, dane zostaną przesłane jako text/xml – czyli ogólne dane w formacie XML, w ostateczności, jeżeli żadnego z tych typów nie posiada, serwer wyśle dane w formacie text/plain, czyli zwykłego tekstu.
Typy MIME mogą być określone za pomocą symboli wieloznacznych np.: text/*, */*.

### Accept-Charset
```
Accept-Charset:
 
utf-8
, 
iso-8859-13
;q=0.8
```

Określa preferowane przez przeglądarkę formaty kodowania. Wartości ;q= interpretowane są na takich samych zasadach, jak w przypadku typów MIME z nagłówka Accept.

### Accept-Encoding
```
Accept-Encoding:
 
gzip
;q=1.0
, 
identity
; q=0.5
, 
*
;q=0
```

Ten nagłówek określa kodowanie, za pomocą którego zostanie przesłana zawartość. Stosowane zwykle do kompresji treści.

### Accept-Language
```
Accept-Language:
 
pl
, 
en-us
;q=0.7
```

Określa, w jakim języku użytkownik przeglądarki życzy sobie czytać strony. Zobacz też: Language negotiation

### Accept-Ranges
```
Accept-Ranges:
 bytes 
lub
 none
```

Ten nagłówek jest ustawiany przez przeglądarki i programy ułatwiające ściąganie plików. Określa, czy klient potrafi (wartość bytes) lub nie (wartość none) odczytywać pliki przesyłane w częściach.
Zobacz też: Content-Range i Range

### Allow
```
Allow:
 GET, POST, HEAD
```

Określa metody HTTP obsługiwane przez serwer.

### Cache-Control
```
Cache-Control:
 no-cache
```

Określa regułę, według której przeglądarka może (lub nie może) przechowywać stronę w pamięci podręcznej.
Dostępne wartości to:
- no-store – strona nie może być przechowywana.
- no-cache – strona może być przechowywana pod warunkiem każdorazowego sprawdzania jej aktualności.

Te dwa nagłówki mają szczególne znaczenie dla serwerów proxy. Pierwszy nakazuje przesyłać dokument bezwzględnie, natomiast drugi pozwala na skorzystanie z kopii w pamięci podręcznej, jeżeli dokument źródłowy się nie zmienił.
- max-age=liczba_sekund – oznacza, że można skorzystać z cache pod warunkiem, iż nie jest przechowywane dłużej jak liczba_sekund. Jeżeli jest starsze, przeglądarka powinna ściągnąć nowszą wersję.
- min-fresh=liczba_sekund – nakazuje przeglądarce ściągnąć dokument, jeżeli jego wiek nie przekracza liczby_sekund + aktualna_data

### Connection
```
Connection:
 close
```

Połączenie zostanie zamknięte po obsłużeniu zapytania.
```
Connection:
 keep-alive
```

Połączenie będzie utrzymywane w oczekiwaniu na kolejne zapytania. Czas oczekiwania nie może przekroczyć wartości określonej w nagłówku wysłanym przez serwer.

### Content-Encoding
```
Content-Encoding:
 gzip
```

Kodowanie dokumentu przesłanego przez serwer. Stosowane zwykle do kompresji treści.

### Content-Language
```
Content-Language:
 en, pl
```

Język dokumentu przesłanego przez serwer. Może być określony więcej niż jeden język. Wtedy język główny strony jest określony jako ostatni na tej liście.

### Content-Length
```
Content-Length:
 1
```

Długość w bajtach przesyłanej zawartości (wyłączając część nagłówkową). Nagłówek obowiązkowy dla danych wysyłanych z serwera oraz przy korzystaniu z metody POST.

### Content-Range
```
Content-Range:
 bytes 
123
-
456
/
5000
```

Informacja serwera, jaki zakres pliku został przesłany (stosowany razem z kodem odpowiedzi 206).
Zakres jest podawany w formacie: pozycja_początkowa-pozycja_końcowa/wielkość_pliku (wszystkie wartości w bajtach)

### Content-Type
```
Content-Type:
 
application/xhtml+xml
; charset=
utf-8
```

Tym nagłówkiem serwer informuje przeglądarkę, w jakim formacie i stronie kodowej wysyłany jest dokument.

### Date
```
Date:
 Tue, 15 Nov 1994 08:12:31 GMT
```

Data na serwerze.

### Expires
```
Expires:
 Thu, 01 Dec 1994 16:00:00 GMT
```

Data, powyżej której dokument będzie nieaktualny.

### Host
```
Host:
 www.w3.org
```

Nagłówek określający, dla jakiej domeny określony został URI (do serwera bowiem nie dociera nazwa domenowa, ale jedynie adres IP). Nagłówek wymagany w HTTP 1.1. Dzięki niemu można uruchomić kilka serwerów wirtualnych na jednym adresie IP.

### If-Modified-Since
```
If-Modified-Since:
 Sat, 29 Oct 1994 19:43:31 GMT
```

Nagłówek nakazuje serwerowi przesłać dokument tylko, jeżeli został zmodyfikowany od danej daty. Jeżeli dokument się nie zmienił, serwer powinien wysłać przeglądarce kod odpowiedzi 304.

### Last-Modified
```
Last-Modified:
 Tue, 15 Nov 1994 12:45:26 GMT
```

Nagłówek serwera informujący o ostatniej aktualizacji dokumentu.

### Location
```
Location:
 
http://serwer/
```

Wymusza przekierowanie na określony adres. Dla kodu odpowiedzi 201 adres oznacza miejsce nowo utworzonego zasobu. Dla kodów 3xx podany adres oznacza przekierowanie stałe. Od tej pory przeglądarka powinna korzystać z nowego adresu.

### Range
```
Range:
 bytes=
500
-
999
```

Określa, jaką część pliku oczekuje przeglądarka. Podawany w formacie bytes=pozycja_początkowa-pozycja_końcowa

### Referer
```
Referer
[
1
]
:
 
http://serwer/katalog/plik.html
```

Podaje adres strony, z której nastąpiło przekierowanie. Pojawia się, gdy użytkownik kliknie na link lub gdy przeglądarka ładuje elementy zagnieżdżone.
Jeżeli użytkownik wpisał adres ręcznie, ten nagłówek nie występuje.

### Retry-After
```
Retry-After:
 Fri, 31 Dec 1999 23:59:59 GMT
```

Używany razem z kodem odpowiedzi 503 (Serwer zajęty). Określa czas, po którym serwer będzie w stanie odpowiedzieć. Czas może być podany w formie konkretnej daty (jak w przykładzie) lub liczby sekund.

### Server
```
Server:
 Apache/2.0.50
```

Nagłówek identyfikujący serwer i użyte w nim oprogramowanie.

### Transfer-Encoding
```
Transfer-Encoding:
 chunked
```

Określa, w jaki sposób serwer przesłał zawartość dokumentu.
Dostępne metody to:

chunked
Oznacza przesyłanie zawartości kawałkami. Każdy z nich powinien mieć postać:
wielkość
treść
wielkość – jest to długość treści w bajtach, zapisane w formie szesnastkowej.
Przykład:
1a
abcdefghijklmnopqrstuvwxyz
10
1234567890abcdef
0
Zero w ostatniej linijce określa zerowej długości kawałek i kończy transmisję.

identity
Oznacza tekst nieskompresowany

gzip
Oznacza dane skompresowane algorytmem DEFLATE

compress
Dane skompresowane algorytmem LZW

### User-Agent
```
User-Agent:
 Mozilla/5.0 (X11; U; Linux i686; pl; rv:1.8.0.1) Gecko/20060124 Firefox/1.5.0.1
```

Identyfikuje klienta czyli przeglądarkę lub aplikację wysyłającą żądanie.

### WWW-Authenticate
```
WWW-Authenticate:
 
rodzaj_uwierzytelnienia
```

Przesyłany razem z kodem 401. Określa sposób, w jaki ma zostać przeprowadzone uwierzytelnienie użytkownika.

## Niestandardowe
Nagłówki podane poniżej nie znajdują się w specyfikacji HTTP 1.1, lecz są często używane.

### Cookie
```
Cookie:
 
ciastko1
=
wartosc1
; 
ciastko2
=
wartosc2
```

W tym nagłówku przesyłane są wszystkie ciasteczka ustawione w przeglądarce.

### Set-Cookie
```
Set-Cookie:
 
ciastko1
=
wartosc1
; 
ciastko2
=
wartosc2
```

Nagłówek wysłany od serwera nakazuje przeglądarce ustawienie określonych ciasteczek.

### Refresh
```
Refresh:
 
czas
; url=
adres
```

Ustawia automatyczne przekierowanie w przeglądarce na podany adres po określonym czasie

### X-Frame-Options
```
X-Frame-Options:
 deny
```

Ogranicza zagnieżdżania strony w ramkach w celu ochrony przed atakami clickjackingiem.
Dostępne wartości to:
denyzabrania osadzania strony w ramce
sameoriginpozwala na osadzenie strony tylko w obrębie tej samej domeny
allow-from https://example.com/umożliwia na ładowanie strony w ramce wyłącznie na wskazanych domenach (w tym wypadku jest to „example.com”

### Strict-Transport-Security
```
Strict-Transport-Security:
 
max-age
=31536000[; 
includeSubDomains
]
```

Wymusza użycie bezpiecznego połączenia HTTPS podczas każdej następnej wizyty na odwiedzanej stronie do momentu upływu czasu max-age w sekundach od ostatniego skutecznego wczytania danej strony zawierającej ten nagłówek, jednak nie wcześniej niż do końca najdłuższego okresu spośród napotkanych. Używany w celu zapobiegania atakom man in the middle oraz SSL strip. Opcjonalnie może obejmować poddomeny, przy ustawionym parametrze includeSubDomains. Dodatkowo przeglądarka użytkownika nie ma prawa zaproponować zignorowania lub ominięcia błędu, który powstanie w razie braku lub niezgodności certyfikatu serwera.